# شوتو سوزوكي
شوتو سوزوكي (باليابانية: 鈴木 修人) (31 أغسطس 1985 في فوناباشي في اليابان – )؛ هو لاعب كرة قدم ياباني سابق كان يلعب كلاعب وسط.

## وصلات خارجية
- شوتو سوزوكي على موقع رابطة كرة القدم اليابانية للمحترفين (اليابانية)
- شوتو سوزوكي على موقع قاعدة بيانات كرة القدم.إي يو (الإنجليزية)
- شوتو سوزوكي على موقع Soccerway.com (الإنجليزية)
- شوتو سوزوكي على موقع عالم كرة القدم.نت (الإنجليزية)